# Wildflower (álbum de Lauren Alaina)
Wildflower —en español «Flor Silvestre»— es el álbum de estudio debut de la cantante y compositora estadounidense de música country Lauren Alaina. subcamepona de la décima temporada de American Idol. El álbum fue producido por Byron Gallimore y fue publicado el 11 de octubre de 2011 por el sello Mercury Nashville en Estados Unidos. El primer sencillo del álbum, «Like My Mother Does», alcanzó el Top 40 en el Hot Country Songs de Billboard. Wildflower debutó en el #5 en el Billboard 200 en Estados Unidos, haciendo de Alaina la artista femenina más joven en debutar en esa posición desde el álum debut de LeAnn Rimes, Blue, quince años antes.

## Recepción
Wildflower recibió comentarios positivos de críticos musicales. En Metacritic, que asigna una calificación normalizada de 100 a las críticas de los críticos de la corriente principal, el álbum recibió una puntuación media de 72, basado en 4 comentarios, los cuales indicaban "comentarios generalmente favorables". El escrito Stephen Thomas Erlewine de AllMusic dio al álbum 3 estrellas de 5. 

## Lista de canciones
| CD  |                          |          |  |
| N.º | Título                   | Duración |  |
| 1.  | «Georgia Peaches»        | 3:07     |  |
| 2.  | «Growing Her Wings»      | 3:01     |  |
| 3.  | «Tupelo»                 | 3:39     |  |
| 4.  | «The Middle»             | 3:56     |  |
| 5.  | «Like My Mother Does»    | 4:07     |  |
| 6.  | «She's a Wildflower»     | 3:38     |  |
| 7.  | «I'm Not One of Them»    | 3:18     |  |
| 8.  | «The Locket»             | 5:10     |  |
| 9.  | «Eighteen Inches»        | 3:44     |  |
| 10. | «One of Those Boys»      | 2:42     |  |
| 11. | «Funny Thing About Love» | 3:57     |  |
| 12. | «Dirt Road Prayer»       | 4:14     |  |

## Posicionamiento en listas
El álbum debutó en el #5 del Billboard 200 con 69.000 copias vendidas. Ha vendido 303.000 copias en Estados Unidos a partir de enero de 2013.